# Ono no Komachi
Ono no Komachi (小野 小町; 825 – 900) è stata una poetessa giapponese, comparsa tra i sei migliori poeti di waka, nel primo periodo Heian.
Fu famosa presso i contemporanei anche per la sua incredibile bellezza, tanto che il nome Komachi per antonomasia è tuttora usato per indicare donne di particolare avvenenza.

## Vita
Non si hanno notizie certe sui luoghi dove Ono no Komachi nacque e terminò la sua vita. Secondo la tradizione, era nata nella zona dell'attuale prefettura di Akita, nello Honshū settentrionale. Non si conosce con certezza nemmeno il suo rango. Può essere stata una concubina imperiale o una dama di corte al servizio di un imperatore, forse l'Imperatore Ninmyō (833-850).
I fatti accertati riguardanti la vita di Komachi sono assai pochi e nebulosi, mentre la sua poesia appassionata ha contribuito a far nascere numerose leggende e hanno ispirato molti autori drammatici del teatro Noh.
Una delle leggende più diffuse riguarda la sua relazione con Fukakusa no Shosho, un comandante della guardia imperieale di rango elevato: si narra che Komachi gli avesse promesso di divenire sua amante, se egli l'avesse visitata consecutivamente per cento notti. Fukakusa no Shosho la visitò per novantanove notti come gli era stato chiesto, ma l'ultima sera non riuscì a raggiungere la casa dell'amata; in preda allo sconforto, cadde malato e morì di lì a poco. Quando Komachi apprese la notizia, fu gettata nella più cupa disperazione.

Un'altra versione dei fatti è fornita dalla scrittrice inglese Lesley Downer nel suo libro Geisha; Komachi avrebbe accettato il corteggiamento del comandante Shosho, solo se che questi avesse passato cento notti all'addiaccio, per dimostrarle il suo interesse. Il soldato passò novantanove notti sopra la panca che sorreggeva le stanghe del suo carro e sopra la quale egli incise una tacca per ogni notte passata. All'alba del centesimo giorno, morì o di stenti o di malattia.
Ci è giunta inoltre testimonianza di uno scambio poetico epistolare con alcuni grandi poeti suoi contemporanei, tra cui Fun'ya no Yasuhide, Henjō (entrambi annoverati tra i Rokkasen) ed Ōshikōchi no Mitsune.
Secondo la tradizione, finì i suoi giorni lontana dalla corte, condannata all'estrema povertà, un destino comune a numerose dame di corte dell'antico Giappone (non ultima, Sei Shōnagon autrice del Makura no Sōshi) quando la loro signora veniva a mancare. In relazione alla sua leggenda, diverse opere teatrali la raffigurano come
una vecchia coperta di rughe, perseguitata dai fantasmi degli uomini morti per il suo amore; dimostrando così che la bellezza è effimera come i fiori di ciliegio.

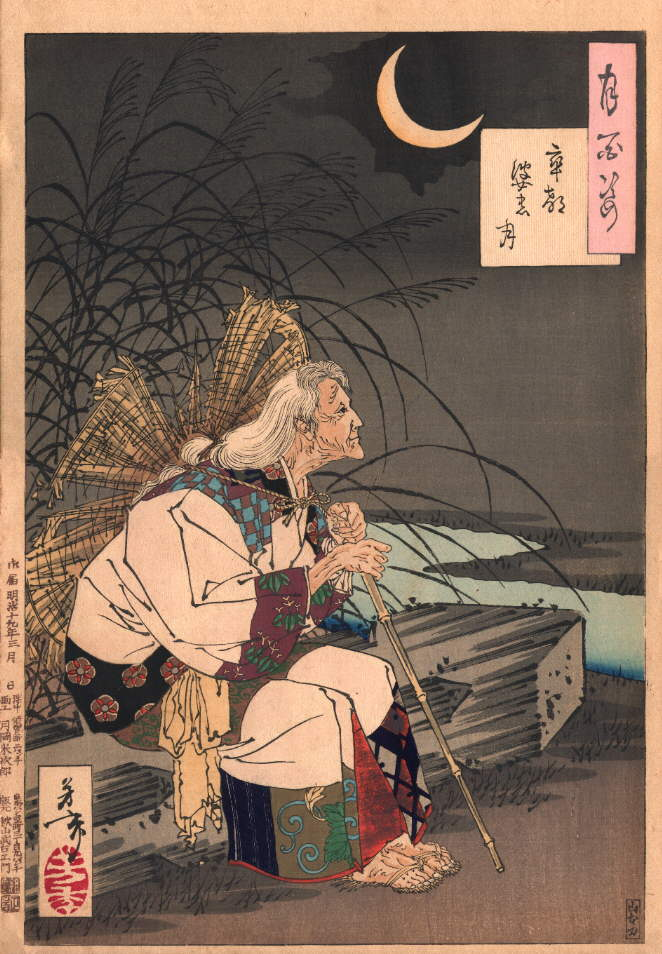
Ono no Komachi ormai anziana, intaglio di Tsukioka Yoshitoshi

Il suo nome è incluso nella raccolta dei Trentasei Immortali della Poesia.

## Opere
Ono no Komachi è la prima grande poetessa nella storia della letteratura giapponese, ed è l'unica donna citata nella prefazione giapponese del Kokinshū (古今和歌集, Raccolta di poesia giapponese antica e moderna), in cui è raccolta gran parte dei waka di cui è autrice giunti fino a noi; in essa, Ki no Tsurayuki descrive la sua poesia come «non priva di un'ingenuità dal sapore antico e di delicatezza». Notevole inoltre la sua abilità nell'uso di kakekotoba, ineguagliata dai suoi contemporanei.
I temi centrali dei suoi waka sono l'amore e la passione, rivisitati nelle loro numerose sfumature: non sono rare dunque poesie che esprimono ansia, desiderio, solitudine, rimpianto o intensa passione.
Kokinwakashū, II:113

    Il colore dei fiori

    è già svanito

    ed io invecchio

    persa in pensieri vuoti

    mentre la pioggia cade senza fine
[hana no iro wa / utsuri ni keri na / itazura ni / waga mi yo ni furu / nagame seshi ma ni]
Kokinwakashū, XII:552

    Forse ero assorta in pensieri d'amore

    quando chiusi gli occhi?

    Lui comparve.

    Se avessi saputo che era un sogno

    non mi sarei svegliata
[omohitsutsu / nureba ya hito no / mietsuramu / yume to shiriseba / samezaramashi wo]
Fu così l'iniziatrice di una tradizione poetica femminile continuata da Izumi Shikibu e proseguita sino in età moderna con Akiko Yosano.

## Fortuna del suo personaggio
Komachi compare come personaggio in diverse opere letterarie di età successiva, tra cui due drammi Nō, Sotoba Komachi e Komachi a Sekidera. Entrambe queste opere si soffermano sul suo talento come poetessa e sulla sua vanità della sua vita privata, caratterizzata da numerose relazioni amorose. Un altro tema frequentemente visitato è la sua vecchiaia, quando Komachi, abbandonata dagli amanti di un tempo, la sua bellezza ormai appassita, si abbandona al ricordo ed al rimpianto per la sua vita passata. Certamente questo genere di trame letterarie è fortemente influenzato da una visione buddhista della vita, e probabilmente non ha riscontro con la vita effettiva di Komachi.
In suo onore, il prolungamento ad Akita dello Shinkansen è stato chiamato Komachi. Inoltre anche una varietà di riso tipica di Akita porta il suo nome.